# Fussy
Fussy település Franciaországban, Cher megyében. Lakosainak száma 1914 fő (2022. január 1.). Fussy Bourges, Pigny, Saint-Georges-sur-Moulon, Saint-Michel-de-Volangis és Vasselay községekkel határos.

## Népesség
A település népességének változása:
| Lakosok száma | 560  | 1762 | 2011 | 1842 | 1994 | 1980 | 1982 | 1964 | 1952 | 1914 |
|               | 1968 | 1982 | 1990 | 2006 | 2013 | 2015 | 2017 | 2019 | 2020 | 2022 |